# 井上早希
井上 早希（いのうえ さき、1985年3月11日 - ）は、福岡県出身の元バスケットボール選手である。ニックネームは「スイ」。ポジションはフォワード。

## 来歴
折尾中学校から中村学園女子高、拓殖大学を経て、日本航空（JALラビッツ)に入社。
2011年、廃部に伴い引退。

## 人物・エピソード
- 高校3年のとき「全国高等学校バスケットボール選抜優勝大会（ウインターカップ）」で準優勝したが、決勝戦で対戦した常葉学園高校の主将は現在のチームメイトである山田未来だった。
- 2010年から、その山田未来とともにJALラビッツの副キャプテンに就任した。
- 2002年には高校の同期である市野育代とともに全日本ジュニアに選出された。

## 経歴
- 中村学園女子高校 - 拓大 - 日本航空（2007年〜2011年）

## 日本代表歴
- 2002アジアジュニア選手権